# Бровкин, Артур Андреевич
Артур Андреевич Бровкин (род. 8 мая 2001, Казань) — российский хоккеист, нападающий. Мастер спорта России (2025).

## Биография
Начал заниматься хоккеем в шесть лет. Воспитанник казанского «Ак Барса». С сезона 2017/18 стал играть за команду МХЛ «Ирбис». 3 февраля 2020 года в домашнем матче «Ак Барса» против «Витязя» (5:2) дебютировал в КХЛ, проведя единственный матч в лиге в сезоне. Со следующего сезона стал выступать в ВХЛ в составе «Барс», провёл ещё один матч в КХЛ. В сезонах 2021/22 — 2022/23 продолжал играть за «Барс», сыграл 8 матчей за «Ак Барс». Сезон 2023/24 провёл в команде «Нефтяник» Альметьевск, сыграл пять матчей за «Ак Барс» в декабре.
Признан лучшим нападающим сезона ВХЛ 2023/24.
В 2023 году проходил потерпевшим в деле вымогательства денег. Максим Сидоров, вымогавший деньги у Бровкина с 2021 по 2022 год, получил от него 4,3 млн рублей и был приговорён к трём годам общего режима.